# 白鬚公潭堡
白鬚公潭堡，是台灣中南部自清治時期至日治初期的一個行政區劃，其範圍包括今嘉義縣的布袋鎮東北部、朴子市南部、鹿草鄉西南部、義竹鄉東北部，以及台南市的後壁區西北部。
白鬚公潭堡西邊及北邊為大坵田西堡，東北邊為鹿仔草堡，東邊為下茄苳北堡，南邊為鹽水港堡、龍蛟潭堡。
白鬚公潭堡的名稱來自白鬚公潭街，即堡內頂潭庄與下潭庄。

## 管轄街庄
白鬚公潭堡共轄14個庄：
- 今布袋鎮境內：樹林頭庄、貴舍庄、過溝庄、溪墘庄
- 今朴子市境內：南勢竹庄、牛挑灣庄
- 今鹿草鄉境內：竹仔腳庄、頂潭庄、下潭庄、龜佛山、後庄仔庄
- 今義竹鄉境內：五間厝庄、溪洲庄
- 今後壁區境內：白沙墩庄